# Monte Aloia
El Monte Aloia és una muntanya situada a la serra d'O Galiñeiro, al sud de Galícia, declarada parc natural el 4 de desembre de 1978. Es troba al municipi de Tui, a la província de Pontevedra, i té una extensió de 746 hectàrees. La seva vegetació està caracteritzada per espècies autòctones acompanyades per espècies de repoblació forestal. Té restes de la cultura dels castros i elements d'interès etnogràfic.
Té un relleu accidentat amb cotes que oscil·len entre els 80 i els 629 metres d'altitud a l'Alto de San Xiao, des d'on es domina un tram del riu Louro i del riu Miño fins a la seva desembocadura. Els seus sòls són àcids, de profunditat escassa o mitjana sobre substrat granític que afloren amb freqüència originant roques i pedregars, elements característics del paisatge d'O Baixo Miño.